# Len Waters
Leonard Victor (Len) Waters (20 de Junho de 1924 – 24 de Agosto de 1993) foi o primeiro aborígene australiano a tornar-se aviador militar, e o único a servir o seu país em combate durante a Segunda Guerra Mundial, combatendo como piloto de caças na Real Força Aérea Australiana.